# Verrières, Aveyron

Verrières este o comună în departamentul Aveyron din sudul Franței. În 1 ianuarie 2022 avea o populație de 364 de locuitori.